# Kuji
Kuji (久慈市; -shi) é uma cidade japonesa localizada na província de Iwate.
Em 2020, a cidade tinha uma população estimada em 34.418 habitantes em 15.675 domicílios e uma densidade populacional de 55 habitantes por km². Tem uma área total de 623,50 km².
Recebeu o estatuto de cidade a 3 de Novembro de 1954.

## Geografia
Kuji fica no extremo nordeste da província de Iwate, é banhada pelo Oceano Pacífico a leste, contendo grande parte da cidade nas proximidades das Montanhas Kitakami. Partes do litoral de Kuji estão dentro das fronteiras do Parque Nacional Sanriku Fukkō.

## Cidades vizinhas

### Prefeitura de Iwate
- Karumai
- Kunohe
- Hirono
- Noda
- Kuzumaki
- Iwaizumi

## Clima
Kuji tem um clima úmido (Köppen classificação climática Cfa), caracterizado por verões amenos e invernos frios. A temperatura média anual em Kuji é de 9,7 °C. A média anual de chuvas é de 1176 mm com setembro como o mês mais úmido e fevereiro como o mês mais seco. As temperaturas são mais altas em média em agosto, em torno de 22,5 °C, e as mais baixas em janeiro, em torno de -1,9 °C.

## Economia
A economia local é baseada na agricultura, principalmente a produção de espinafre e a pesca comercial. A Japan Underground Oil Storage Company opera uma instalação subterrânea de armazenamento de petróleo de 1,67 milhões de quilolitros em Kuji.

## Sismo e terremoto de Tohoku
Kuji sofreu extensos danos causados pelo terremoto e tsunami ocorrido no dia 11 de Março de 2011. As ondas do tsunami atingiram a cidade com 27 metros de altura em alguns locais, causando danos por 4 quilômetros no interior da cidade. No total, 444 casas foram destruídas e outras 410 casas foram danificadas, porém, houve apenas quatro mortes confirmadas e dois moradores desaparecidos.

## Transportes

### Ferrovias
East Japan Railway Company (JR East) - Linha Hachinohe
- Samuraihama - Rikuchū-Natsui - Kuji
- Sanriku Railway – Linha Kita-Rias
- Rikuchū-Ube - Kuji

### Rodovias
- Via Expressa Hachinohe-Kuji
- Estrada Sanriku-kita Jūkan
- Rota Nacional 45
- Rota Nacional 281
- Rota Nacional 395

### Portos
- Porto de Kuji

## Atrações turísticas
- Praia de Funato
- Praia Kosode
- Tsinga-no-Dong

## Cidades-irmãs
- Klaipėda, Lituânia
- Franklin, Estados Unidos